# Adrien Niyonshuti
Adrien Niyonshuti (Província Oriental, 2 de janeiro de 1987) é um ciclista profissional ruandês, membro da equipe sul-africana de categoria UCI Continental, MTN Qhubeka.
Niyonshuti representou a Ruanda nos Jogos Olímpicos de 2012, em Londres, onde terminou em trigésimo nono lugar na prova de cross-country.